# Sonderabfalldeponie Hoheneggelsen

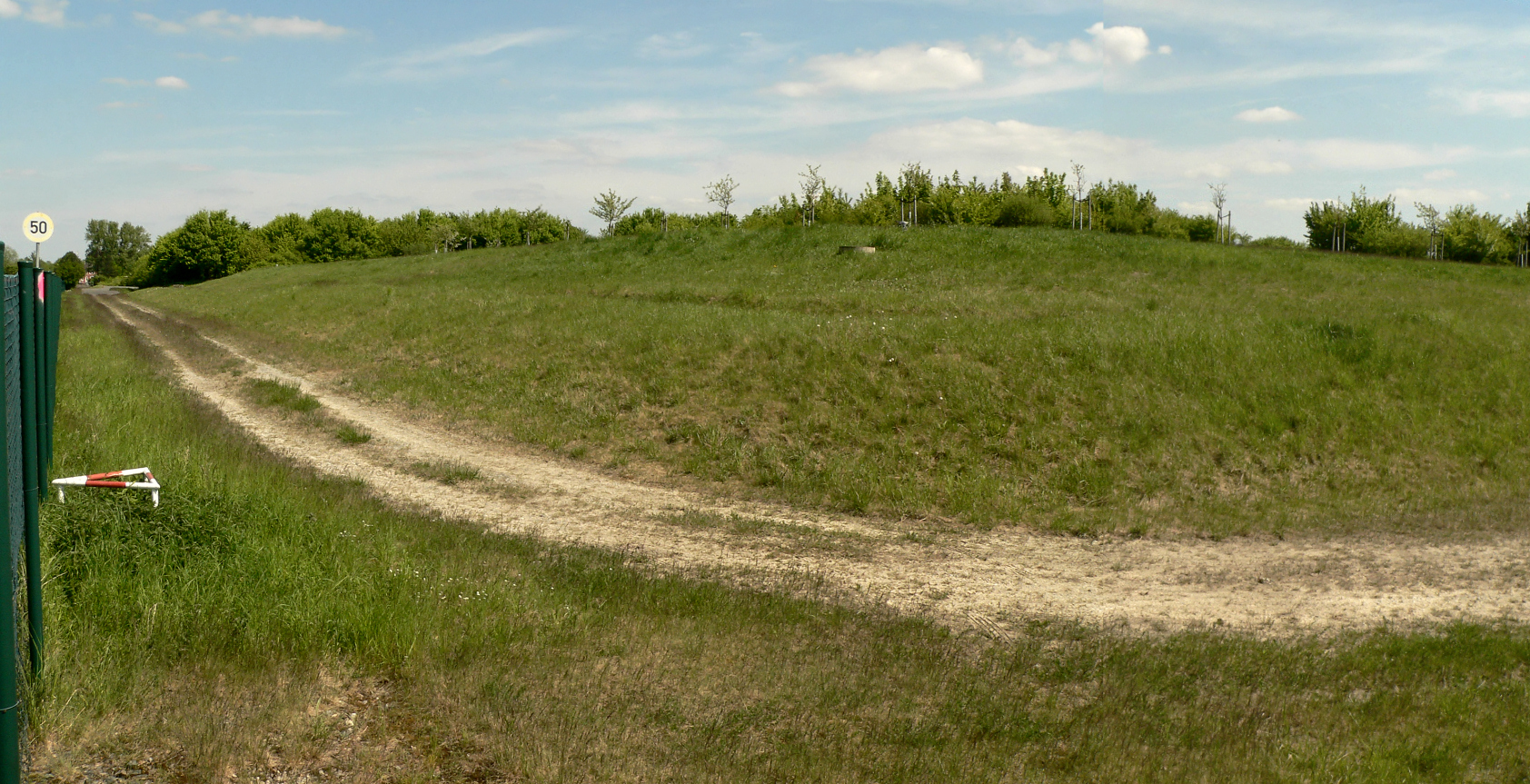
Deponiegelände mit einem erhöhten Polder

Die Sonderabfalldeponie Hoheneggelsen ist eine frühere Deponie für gefährliche Abfälle in Niedersachsen, die sich südlich von Hoheneggelsen befindet.

## Betrieb
Die Deponie liegt etwa einen Kilometer südlich von Hoheneggelsen an der Bahnstrecke Hildesheim–Braunschweig. Auf dem Gelände befand sich früher eine Ziegelei, die den für die Ziegelherstellung benötigten Ton vor Ort entnahm. Zurück blieben offene Tongruben, die für die Ablagerung von Abfällen genutzt wurden.

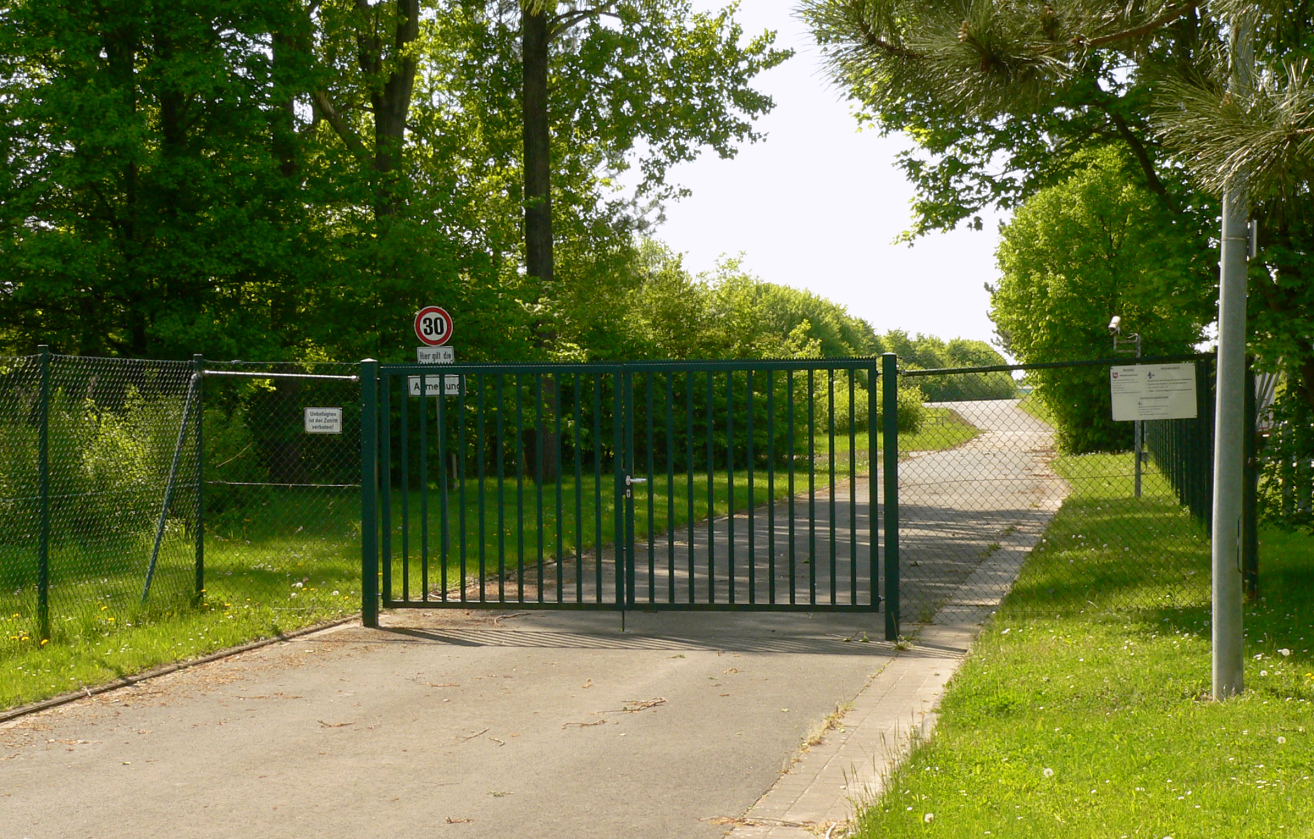
Zufahrt zum Deponiegelände

Die Deponie besteht aus 21 bis zu 30 Meter tiefen Poldern, die sich innerhalb von 300 Meter mächtigen Tonsteinlagen der Unterkreide befinden. Die Polder wurden bis drei Meter unter der Geländeoberkante verfüllt. 
Ab 1971 wurden dort von einem privatwirtschaftlichen Unternehmen im Wesentlichen besonders gefährliche Abfälle abgelagert, die bei Produktionsprozessen, Maßnahmen des Umweltschutzes oder der Altlastensanierung angefallen waren. Ab 1974 war die Deponie im Besitz von Firmen, die Altöl- und Mineralölraffinerien in Dollbergen betrieben. Nach den negativen Erfahrungen mit der Sonderabfalldeponie Münchehagen übernahm die „Niedersächsische Sonderabfalldeponie Hoheneggelsen GmbH“ die Deponie 1987 als Landesbetrieb. 1993 wurden Pläne bekannt, die Deponie auf eine Kapazität von 1,6 Millionen Tonnen Abfall erheblich zu erweitern. Dagegen gab es fast 1800 Einwendungen betroffener Bürger. Die Einlagerungen endeten mit der Verfüllung des Polder West Ende 2005.  Insgesamt wurden 1,4 Millionen Tonnen Sonderabfälle eingelagert.

## Sanierung

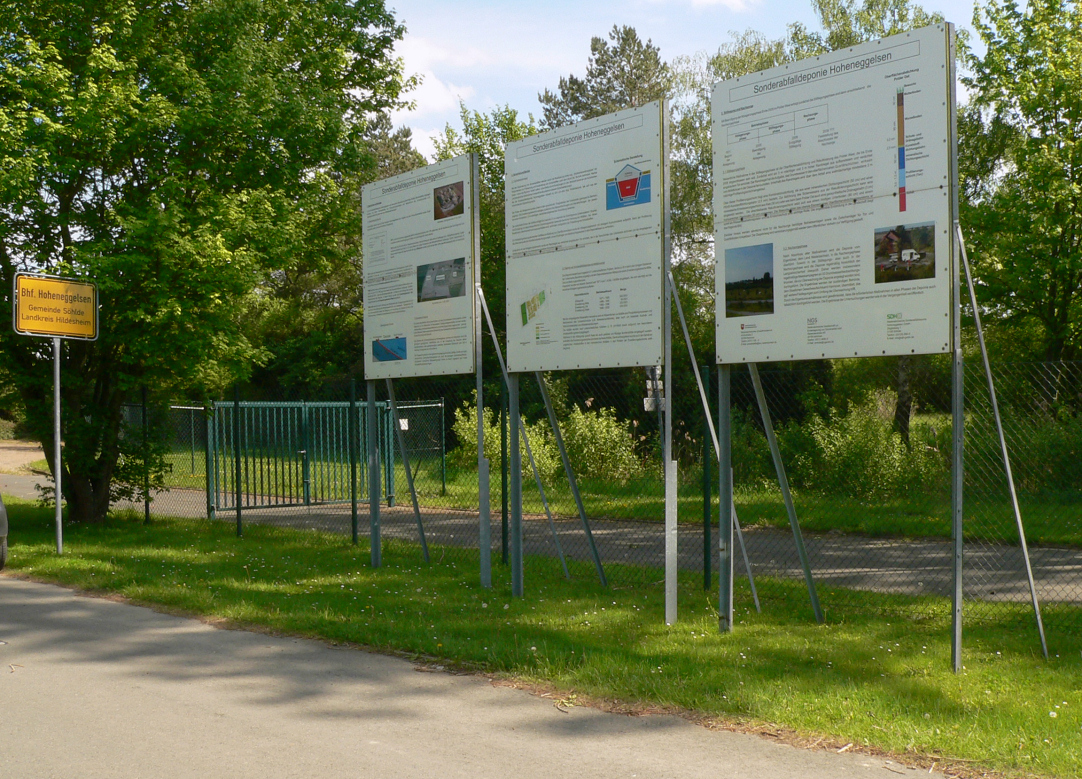
Informationstafeln neben der Zufahrt

Seit den letzten Einlagerungen im Jahr 2005 befand sich die Deponie bis 2008 in der sogenannten Stilllegungsphase. In der Zeit wurde ein Oberflächenabdichtungssystem als mehrere Meter mächtige Tonschicht aufgetragen. Darüber wurde eine Rekultivierungsschicht mit Bepflanzung angelegt. Die auf dem Gelände vorhandenen Betriebseinrichtungen wurden abgerissen, wie eine Kläranlage, Verwaltungsgebäude sowie Rohrleitungen und Schachtbauwerke. Die Maßnahmen kosteten bis zur endgültigen Stilllegung Ende 2008 3,8 Millionen Euro. Seither befindet sich die Deponie in der langfristigen, mindestens 30 Jahre andauernden Nachsorgephase, in der eine Überwachung zum Austritt von giftigen Stoffen erfolgt.